# Juan Velich
Juan Velich ( Villa Constitución, provincia de Santa Fe, Argentina, 5 de septiembre de 1886 – Buenos Aires, 26 de abril de 1951) cuyo nombre completo era Juan Miguel Velich y que usaba el seudónimo de Moloney Reyme, fue un letrista, actor y compositor dedicado especialmente al género del tango.

## Actividad profesional
Actuó como guitarrista y cantor en la zona de Avellaneda que por entonces era conocida como Barracas al Sur. En 1913 empezó a trabajar en el Circo Campos con el que realizó giros.
En 1918 formó su propio rubro teatral Velich-Sassone y posteriormente pas+o como actor en diversas compañías de prestigio:  las de José Gómez, Carlos Morganti, José Olarra, Blanca Podestá y Camila Quiroga, entre otras. Entre 1923 y 1924 formó su primera compañía radioteatral para actuar por Radio Cultura y la Compañía de comedias Víctor para hacer registros en la empresa grabadora RCA Victor. También para hacer grabaciones dirigió compañía Odeon de este sello.
Muchos años hizo radioteatro, integrando, entre otras, la compañía de su hija Herminia, y la de Francisco Mastandrea. Colaboró en las revistas Canciones Populares, La Canción Moderna, El Canta Claro y El Ombú.
Entre las letras que compuso se recuerda el shimmy humorístico Pum Garibaldi de 1924 con música de Lía Acuña de Andreoni, que gozó de gran popularidad y que al año siguiente grabó Rosita Quiroga. Otras letras suyas que se recuerdan entre las muchas que le pertenecen, son las de los tangos que grabó Carlos Gardel.  Cualquier cosa y Porque soy reo musicalizados por Herminia Velich; Amigazo en colaboración con Francisco Brancatti y Juan de Dios Filiberto y  Queja indiana con música de Juan Rodríguez; uno que fue éxito de Rosita Quiroga,. Mandria; otro que grabó Agustín Magaldi, Mala junta con música de Julio De Caro y Pedro Laurenz. Velich hizo dos letras para el clásico  Rodríguez Peña  de Vicente Greco pero solo se conoce con ella una grabación de Alberto Gómez con la orquesta de Adolfo Carabelli. 

## Cine
Velich actuó en tres filmes: Gran pensión La Alegría  (1942), La mujer del zapatero  (1941) y Confesión  (1940) y su tango Mala junta formó parte de la banda de sonido de la película Diarios de motocicleta  (2004). 
Juan Velich falleció en Buenos Aires el 26 de abril de 1951.